# Tomasz Bogus
Tomasz Bogus (ur. 27 stycznia 1967) – polski bankowiec, związany z sektorem bankowym od 1991 roku.

## Życiorys
Były prezes banku BGŻ BNP Paribas, funkcję tę pełnił od 1 września 2015, bez podania przyczyny złożył rezygnację 31 października 2017 roku. Z wykształcenia jest prawnikiem, ukończył studia na Uniwersytecie Łódzkim, a także kurs z zakresu zarządzania na Harvard Business School w Bostonie w Stanach Zjednoczonych.
Pracował  w mBanku, gdzie odpowiadał za obszar bankowości korporacyjnej i projekt detaliczny MultiBanku. W latach 2009–2014 był prezesem Banku Pocztowego. 

## Nagrody i odznaczenia
- 2011 – Srebrny Krzyż Zasługi[3]
- 2006 – Odznaka honorowa „Za zasługi dla bankowości Rzeczypospolitej Polskiej”[4]